# Dannemora (New York)
Pour les articles homonymes, voir Dannemora (homonymie).
Dannemora est une municipalité (town) américaine de l'État de New York, située dans le comté de Clinton. 

## Géographie
La municipalité s'étend sur 170,52 km2 dans le parc Adirondack, à l'ouest du comté de Clinton, près de la frontière canadienne.
|
Elle est traversée par la grande rivière Chazy, qui s'écoule vers le lac Champlain, sur le cours de laquelle est établi le lac Chazy. À l'ouest, se trouve le haut lac Châteaugay, où la rivière Châteauguay prend sa source.
Elle comprend le village de Dannemora, son siège administratif, ainsi que les localités de Chazy Lake et Lyon Mountain.
|          | Ellenburg | Altona      |
| Bellmont | Dannemora | Beekmantown |
|          | Saranac   | Plattsburgh |

## Histoire
Vers 1838, les premiers habitants fondent la localité qui prend le nom du village suédois de Dannemora. La municipalité est créée en 1854 par détachement de la partie occidentale de celle de Beekmantown. 
L'établissement correctionnel de Clinton, fondé en 1845, est une prison réputée pour avoir été le lieu d'incarcération de Lucky Luciano.

## Politique et administration
La municipalité est administrée par un superviseur et un conseil de quatre membres élus pour deux ans.